# Ulica Armii Krajowej w Siedlcach
Ulica Armii Krajowej – jedna z głównych ulic w Siedlcach, w dzielnicy Śródmieście, poświęcona Armii Krajowej.

## Przebieg
Ulica zaczyna się na skrzyżowaniu ulic: J. Piłsudskiego i Wojskowej, kończy się na placu im. St. Zdanowskiego. Ulica łączy dworzec PKP z centrum miasta.

## Historia
Ulica powstała najprawdopodobniej na przełomie XIX i XX wieku. Początkowo była drogą brukową. Nawierzchnię asfaltową uzyskała w latach 60. Częściowo zmodernizowana w 1999 (wymiana chodników). W 2023 roku na skrzyżowaniu z ul. H. Sienkiewicza powstało rondo, które uchwałą rady miasta z dnia 27 marca 2024 zostało nazwane imieniem Św. Andrzeja Boboli. W 2024 ulica została wyremontowana między skrzyżowaniem z ulicami J. Piłsudskiego i Wojskową a Rondem Św. Andrzeja Boboli

## Obiekty
- Zakład Karny (ul. J. Piłsudskiego, nr 47)
- Topaz d."Hala Targowa", nr 4
- Skwer Pamięci Ofiar Zbrodni Katyńskiej
- redakcja Tygodnika Siedleckiego, nr 11
- placówka Poczty Polskiej, market "Carlos", nr 13
- Galeria Domino (Rossmann) (ul. H. Sienkiewicza, nr 55)
- dworzec PKS Siedlce (ul. H. Sienkiewicza, nr 56)
- salon Plus, nr 8
- dyskont Biedronka (ul. T. Czackiego nr 4)
- dworzec PKP (pl. im. St. Zdanowskiego, nr 1)